# Suzy Amis
Susan Elizabeth "Suzy" Amis-Cameron (Oklahoma City, Estados Unidos, 5 de enero de 1962) es una actriz de cine y televisión y modelo estadounidense.
Como modelo trabajó en Francia y en Estados Unidos para las agencias Elite Model Management y Ford Models.
Inició su carrera interpretativa en el año 1984 tras su aparición en un capítulo de la serie Miami Vice. Ha hecho numerosas películas y finalmente se retiró en 1999.
Estuvo casada con Sam Robards y desde el 2000 con el director James Cameron.

## Biografía
Nacida en la ciudad estadounidense Oklahoma City en el año 1962.
Comenzó a trabajar como modelo en París para la agencia Elite Model Management donde obtuvo su formación y en 1980 regresó a Estados Unidos a Nueva York debido a que su tía envió unas imágenes a la agencia de modelos Ford Models con la que firmó un contrato.
Años más tarde en 1984, además de trabajar como modelo inició su carrera en el mundo de la interpretación, apareciendo en uno de los capítulos de la serie de televisión Miami Vice y un año más tarde tuvo su primer papel en una película protagonizada por Kevin Costner y dirigida por Kevin Reynolds llamada Fandango.
En 1986 dejó su carrera de modelo para dedicarse plenamente a ser actriz.
Durante todos estos años ha aparecido en numerosas películas más, en las que destacan Rocket Gibraltar (1988), Twister (1989), Donde está el corazón (1990) y Rich in Love.
En el año 1993 obtuvo su primer papel protagonista en la película La balada del pequeño Jo interpretando a una joven que vivió en el siglo XIX y con la que fue nominada en los Premios Independent Spirit Award a la mejor actriz.
Seguidamente en 1994 apareció en la película Blown Away, en 1995 en The Usual Suspects, en 1996 en Cadillac Ranch y en 1997 en The Ex, Last Stand at Saber River que protagonizó junto a Tom Selleck y en la famosa película dirigida por James Cameron y ganadora de numerosos Premios Óscar y Globos de Oro, Titanic en la que interpretó el papel de Lizzy Calvert.
Tras haber realizado varias películas más, en el año 1999 realizó su última aparición en Judgment Day, que protagonizó junto a Ice T.
En el año 2005, fundó Amis Muse primaria de educación de Reggio Emilia Approach, situada en Topanga (California) y sin ánimo de lucro.

## Filmografía
| Año  | Título                                           | Personaje               | Notas                                    |
| ---- | ------------------------------------------------ | ----------------------- | ---------------------------------------- |
| 1984 | Miami Vice                                       | Penny McGraw            | 1 episodio                               |
| 1985 | Fandango                                         | Como chica              | Fue su primera aparición cinematográfica |
| 1987 | The Big Town                                     | Aggie Donaldson         |                                          |
| 1988 | Plain Clothes                                    | Robin Torrence          |                                          |
| 1988 | Rocket Gibraltar                                 | Aggie Rockwell          |                                          |
| 1989 | Twister                                          | Maureen Cleveland       |                                          |
| 1990 | Donde está el corazón                            | Chloe McBain            |                                          |
| 1983 | Rich in Love                                     | Rae Odom                |                                          |
| 1983 | Watch It                                         | Ana                     |                                          |
| 1983 | La balada del pequeño Jo                         | Josephine 'Jo' Monaghan | Primer papel como protagonista           |
| 1983 | Two Small Bodies                                 | Eileen Mahoney          |                                          |
| 1994 | Blown Away                                       | Dove Kate               |                                          |
| 1994 | Nadja                                            | Cassandra               |                                          |
| 1995 | The Usual Suspects                               | Edie Finneran           |                                          |
| 1996 | Cadillac Ranch                                   | CJ Crowley              |                                          |
| 1996 | One Good Turn                                    | Laura Forrest           |                                          |
| 1997 | The Ex                                           | Molly Kenyon            |                                          |
| 1997 | Titanic                                          | Lizzy Calvert           |                                          |
| 1998 | Firestorm                                        | Jennifer                |                                          |
| 1999 | Judgment Day                                     | Jeanine Tyrell          | Tras esta película se retiró como actriz |
| 2012 | James Cameron: Voyage to the Bottom of the Earth | Ella misma              | Telefilme                                |

## Vida privada
Suzy Amis en mayo de 1986, se casó con el actor estadounidense Sam Prideaux Robards con el que tiene un hijo llamado Jasper (30 de abril de 1990), pero finalmente en 1994 se divorciaron.
En 1997, durante el rodaje de Titanic en el que participaba, conoció a su director James Cameron con el que el 4 de junio del 2000 se casó, teniendo ambos tres hijos en común: Claire (4 de abril de 2001), Quinn (9 de septiembre de 2003) y Elizabeth Rose (29 de diciembre de 2006).

## Premios y nominaciones
Premios Independent Spirit
| Año  | Categoría    | Trabajo                  | Resultado |
| ---- | ------------ | ------------------------ | --------- |
| 1994 | Mejor actriz | La balada del pequeño Jo | Nominada  |

National Board of Review
| Año  | Categoría     | Trabajo            | Resultado |
| ---- | ------------- | ------------------ | --------- |
| 1995 | Mejor reparto | The Usual Suspects | Ganadora  |

Premios del Sindicato de Actores
| Año  | Categoría     | Trabajo | Resultado |
| ---- | ------------- | ------- | --------- |
| 1997 | Mejor reparto | Titanic | Nominada  |